# 4요일
"4요일"은 2008년에 개봉한 대한민국의 영화이다.

## 캐스팅
- 정운택 : 강준희 역
- 임예원 : 이준희 역
- 이재용 : 고경태 역
- 윤서현 : 양재호 역
- 홍여진 : 김숙자 역
- 이원재 : 오정석 역
- 오지영 : 김수진 역
- 이정한 : 박성범 역
- 김선영 : 남영선 역
- 유서은 : 조가영 역
- 단소영 : K 역
- 박용연 : 이현우 역
- 진민주 : 최연지 역